# Kolbein Tumason
Kolbein Tumason (Kolbeinn Tumason), född 1171 eller 1173, död 9 september 1208, var en isländsk hövding bosatt i Skagafjorden på nordlandet. Han var böndernas anförare mot ”torparvännen” biskop Gudmund Arason, som senare blev helgon. Han var också en framstående skald.

## Släkt och familj
Kolbeins far, Tume (Tumi) Kolbeinsson, död 1186, var av asbirningarnas ätt. Modern hette Turid (Þuríðr), dotter till Gissur Hallsson av Haukdæla-ätten. Kolbein gifte sig cirka 1196 med Gydrid (Gyðríðr), som var dotter till skalden Torvard Torgeirsson (Þorvarðr Þorgeirsson). Några egna barn fick de inte, men då Kolbein dog uppkallades brodern Arnors nyfödde son efter honom och blev senare känd som Kolbein unge (Kolbeinn ungi).
Kolbein hade också en syster vid namn Halldora, som gifte sig med Sighvat Sturlasson, sturlungarnas hövding.

## Levnad
Kolbein är först nämnd som hövding 1191, och tycks vid 1200-talets början ha varit den mäktigaste mannen i nordlandsfjärdingen. Han är dock mest känd för sina stridigheter mot den egensinnige biskopen på Hólar, Gudmund Arason. Gudmund, som var kusin till Kolbeins hustru Gydrid (deras fäder var bröder), hade varit huskaplan på hövdingagården och korades tack vare Kolbeins inflytande till biskop år 1201. Genom att hjälpa sina egna att vinna maktpositioner inom kyrkan, trodde sig Kolbein kunna stärka och befästa sin egen ställning. Men Gudmund blev en besvikelse. Han hade tagit starka intryck av Thomas à Becket, och ville nu göra den egna biskopsstolen helt oavhängig den världsliga makt som Kolbein representerade.
Gudmund hyllade också fattigdomens ideal, och tog avstånd från att kyrkan hade samlat på sig rikedomar. Biskopssätets dörrar stod därför alltid öppna för fattiga som behövde hjälp. Men detta utnyttjades av allsköns slödder som följde biskopen på dennes resor, stal och begick övergrepp mot bönderna. Då Kolbein ville stävja detta genom att dra de skyldiga inför rätta, kom han i konflikt med biskopen som hävdade att kyrkan ensamt hade domsrätt över kyrkans män och dem som var i biskopens följe. Samtidigt tycks han inte själv ha haft tillräckliga maktmedel för att hejda laglösheten.
Den första allvarliga kraftmätningen inträffade år 1206 då Kolbein med ett stort följe drog till Hólar för att kräva utlämning av brottslingar som stod under biskopens beskydd. Biskopen svarade med att högtidligt bannlysa Kolbein, och trots att denne just då hade stor numerär överlägsenhet sökte han inte strid utan drog sig undan. Problemen förvärrades emellertid och på hösten 1208 drog Kolbein, brodern Arnor och Sigurd Ormsson, svínfellingarnas hövding, med 400 man till Hólar för att arrestera en präst som hade förgått sig mot en kvinna. Biskopen framhärdade att det var kyrkans sak att döma sina egna, och den 9 september kom det till strid vid Víðines nära Hólar; det så kallade Víðinessbardagi. Biskopens män avgick med segern, främst därför att Kolbein i stridens början träffats av en slungsten i pannan, vilket blev hans bane.

## Verk
Kolbein diktade flera lovkväden om olika helgon, främst jungfru Maria som han satte högst av dem alla. Av dessa dikter har ingenting bevarats.

### Jónsvísur
Ur ett kväde på drottkvätt om aposteln Johannes, vilket ursprungligen bestod av 47 strofer, återstår fem i Litla Jónssaga. Fyra av dem, som är från diktens början, handlar om den ära som Guds riddare Johannes vederfors då han under korset på Golgata av frälsaren ombads att ta hand om himmelens drottning Maria.

### Lausavísur
I Sturlungasagan och Biskopssagorna finns nio så kallade lausavísur diktade vid olika tillfällen åren 1197-1199 och 1207-1208. (Ytterligare en halvstrof finns i Olav Tordsson vitaskalds Tredje grammatiska avhandling.) Mest kända av dessa är de tre strofer på runhenda (med slutrim) som Kolbein diktade på morgonen samma dag som han stupade, där han åkallar Gud och Kristus och ber om deras beskydd för sig och sina män. I den kampen segrade biskopen, och en dubbel seger blev det när biskopen efter sin död (1237) utsågs till helgon. Kanske kan det ses som en viss upprättelse för Kolbein, som gav sitt liv i kamp mot detta helgon, att hans sista dikt nu ingår i den isländska psalmboken med tonsättning av Þorkell Sigurbjörnsson. Dikten finns också i den norska, där den sjungs till en folkmelodi från Jären.

### Bön den 9 september 1208
| Heyr himna smiðr, hvers skáldit biðr. Komi mjúk til mín miskunnin þín. Því heit ek á þik, þú hefr skaptan mik. Ek em þrællinn þinn, þú est dróttinn minn. Guð, heit ek á þik, at þú græðir mik. Minnsktu, mildingr, mín, mest þurfum þín. Ryð þú, röðla gramr, ríklyndr ok framr, hölðs hverri sorg ór hjarta borg. Gæt, mildingr, mín, mest þurfum þín, helzt hverja stund á hölða grund. Sendu, meyjar mögr, málsefnin fögr, öll es hjálp af þér, í hjarta mér. | Hör, himlens smed (skapare), vad skalden ber. Komme din milda misskund till mig. Jag åkallar dig, ty du har skapat mig. Jag är trälen din, du är herren min. Gud, jag åkallar dig, att du läker mig. Minns mig, givmilde herre, vi behöver dig mycket. Utplåna, du solars konung, givmild och fullkomlig, varje sorg ur människans hjärtas borg (bröst). Beskydda mig, herre, vi behöver dig mycket, helst varje stund här på jorden. Sänd, jungfru-son, alla goda ting – all hjälp kommer från dig – in i mitt hjärta. |  |